# Enrico Nicodemo
Enrico Nicodemo (Tortorella, 29 gennaio 1906 – Bari, 27 agosto 1973) è stato un arcivescovo cattolico italiano.

## Biografia
Ordinato sacerdote l'8 luglio 1928, a soli 39 anni il 22 gennaio 1945 venne nominato vescovo della diocesi di Mileto e l'8 aprile dello stesso anno ricevette l'ordinazione episcopale. Per brevi periodi ebbe anche la responsabilità, quale amministratore apostolico, delle diocesi di Oppido Mamertina e di Nicotera e Tropea (1952). Durante gli anni dell'episcopato in Calabria, monsignor Nicodemo ebbe fama di giovane vescovo dinamico.
L'11 novembre 1952 fu promosso arcivescovo di Bari e Canosa, succedendo a Marcello Mimmi nel frattempo trasferito all'arcidiocesi di Napoli. A Bari avrebbe esercitato il ministero pastorale per oltre vent'anni, fino alla morte.
Nel maggio 1960, in occasione delle celebrazioni per la festa di San Nicola, patrono della città, ebbe un violento scontro con il sindaco socialista Giuseppe Papalia; all'intera giunta comunale social-comunista fu impedita la partecipazione alla processione, in base al decreto del Sant'Uffizio del 1959 che aveva esteso ai socialisti la scomunica già in vigore per i comunisti, e il divieto di partecipare alle celebrazioni religiose.
Nel corso del suo ministero fu assistente al soglio pontificio, vice presidente della Conferenza Episcopale Italiana dal 1966, presidente della Conferenza Episcopale Pugliese, delegato pontificio della basilica di San Nicola di Bari, membro del Segretariato per l'unità dei cristiani, amministratore apostolico delle prelature territoriali di Altamura e Acquaviva delle Fonti dal 1969, presidente della Fondazione "San Nicola" e patrono dell'Istituto di Teologia ecumenico-patristica.
Promosse la costruzione di numerose opere, fra le quali 20 nuove parrocchie, il seminario diocesano e la casa del clero.
Nel 1966 conferì l'ordinazione episcopale a Michele Mincuzzi, che divenne suo vescovo ausiliare.
Muore nel 1973. È sepolto nella cripta della Cattedrale di Bari.

## Genealogia episcopale e successione apostolica
La genealogia episcopale è:
- Cardinale Scipione Rebiba
- Cardinale Giulio Antonio Santori
- Cardinale Girolamo Bernerio, O.P.
- Arcivescovo Galeazzo Sanvitale
- Cardinale Ludovico Ludovisi
- Cardinale Luigi Caetani
- Cardinale Ulderico Carpegna
- Cardinale Paluzzo Paluzzi Altieri degli Albertoni
- Papa Benedetto XIII
- Papa Benedetto XIV
- Cardinale Enrico Enriquez
- Arcivescovo Manuel Quintano Bonifaz
- Cardinale Buenaventura Córdoba Espinosa de la Cerda
- Cardinale Giuseppe Maria Doria Pamphilj
- Papa Pio VIII
- Papa Pio IX
- Cardinale Gustav Adolf von Hohenlohe-Schillingsfürst
- Arcivescovo Salvatore Magnasco
- Cardinale Gaetano Alimonda
- Cardinale Agostino Richelmy
- Vescovo Giuseppe Castelli
- Vescovo Raffaele De Giuli
- Arcivescovo Enrico Nicodemo

La successione apostolica è:
- Arcivescovo Michele Mincuzzi (1966)